# Eugen Steinach

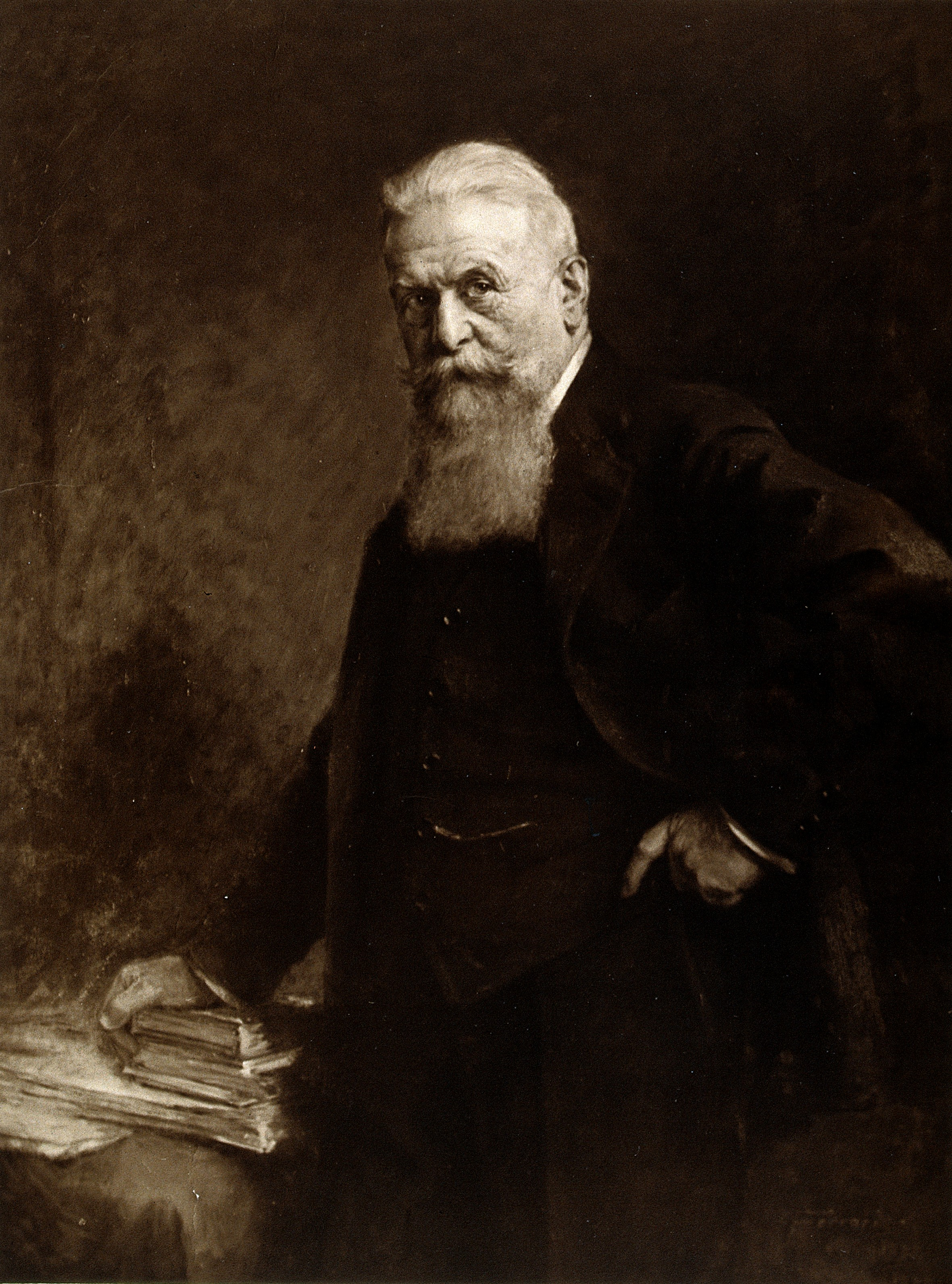
Eugen Steinach

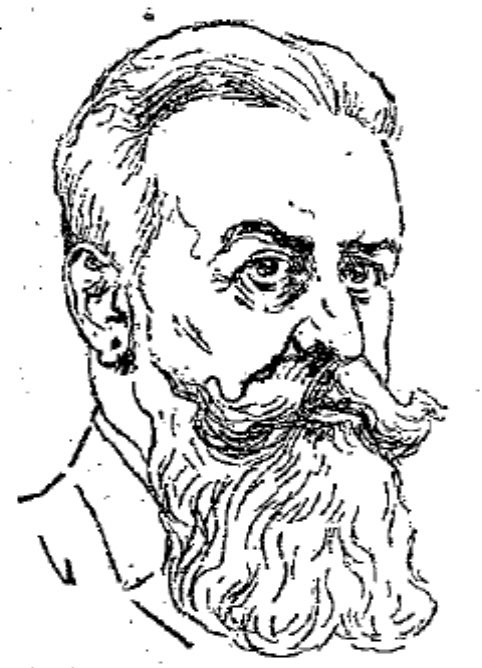
Steinach, ca. 1932

Eugen Steinach (* 22. Januar 1861 in Hohenems, Vorarlberg; † 14. Mai 1944 in Territet bei Montreux) war ein österreichischer Physiologe und Pionier der Sexualforschung.

## Leben
Der Sohn des jüdischen Arztes Simon Steinach (1834–1904) studierte Medizin an den Universitäten Genf und Wien, wurde 1886 an der Universität Innsbruck promoviert und war mehrere Jahre Assistent von Ewald Hering an der Deutschen Universität in Prag. 1890 habilitierte er sich dort für Physiologie, wurde 1895 außerordentlicher Professor, 1907 ordentlicher Professor und richtete mit dem Laboratorium für allgemeine und vergleichende Physiologie die erste derartige Anstalt im deutschsprachigen Raum ein. 1912 ging er nach Wien und übernahm die Leitung einer Abteilung der Biologischen Versuchsanstalt der Akademie der Wissenschaften. 1894 hatte er seine Versuche zur Funktion und inneren Sekretion der Keimdrüsen begonnen. Seine bedeutendsten Arbeiten betrafen die Physiologie der kontraktilen Substanz, die Sinnes- und Nervenreizphysiologie und vor allem die Sexualphysiologie.
Umstritten auf dem Gebiet der Reaktivierungsforschung war seine Methode einer Verjüngung des Menschen mittels der Verpflanzung von Hoden (Verjüngung durch experimentelle Neubelebung der alternden Pubertätsdrüse, 1920). Robert Lichtenstern und Steinach waren Protagonisten dieser Methode. Er beschrieb die Hodentransplantation auch als „Therapie“ bei Homosexualität. Nach 1945 kam auch die umstrittene Xenotransplantation aus der Mode.
Steinach wollte den Verjüngungsprozess auch durch eine Unter- bzw. Abbindung der Samenleiter erreichen. Seine berühmtesten Patienten bei diesem als „Vasoligatur“ bezeichneten Vorläufer der Vasektomie waren Sigmund Freud und Adolf Lorenz. Nach der Methode wurde 1934 auch der Literaturnobelpreisträger William Butler Yeats vom britischen Mediziner Norman Haire „verjüngt“.
Als Methode der Verjüngung älterer Frauen propagierte er die Röntgenbestrahlung der Eierstöcke, da er der Meinung war, dass sie die Produktion von Sexualhormonen im Alter hemmen und die Kastration die Libido erneut erwecke. Sigmund Freud setzte diese Methode – erfolglos – zur Therapie der Psychose der fast 45-jährigen Prinzessin Alice von Battenberg, Mutter von fünf Kindern, ein.
1922 erschien ein Lehrfilm für Fachpublikum über Steinachs Forschungen, kurz danach veröffentlichte ebenfalls die UFA eine unterhaltsame Fassung für die breite Öffentlichkeit.
In den 1920er Jahren war er der Erfinder des ersten funktionierenden Hormonpräparates. Ab 1923 arbeitete er mit der deutschen Pharmafirma Schering zusammen, die im Bereich der Hormonpräparate zu den führenden Konzernen zählte. 1928 kam der Ovarienextrakt Progynon in Form von Dragées auf den Markt – das in den Laboratorien von Schering entwickelte Präparat wurde bis vor wenigen Jahren hergestellt und war gegen Wechseljahrbeschwerden, vor allem aber bei Geschlechtskorrekturen in Verwendung.
Nach dem „Anschluss Österreichs“ 1938 konnte Steinach von einem Kuraufenthalt in der Schweiz nicht mehr nach Wien zurückkehren.

## Ehrungen
1898 wurde Steinach zum Mitglied der Leopoldina gewählt. Den Ignaz-Lieben-Preis erhielt er zweimal: 1909 (Summation von Nervenreizen) und 1918 (Sexualhormone). Im Jahr 1955 wurde in Wien-Donaustadt (22. Bezirk) die Steinachgasse nach ihm benannt.
Steinach wurde auch elf Mal für den Medizinnobelpreis nominiert.

## Veröffentlichungen
- Studien über den Blutkreislauf der Niere. In: Sitzungsberichte der Akademie der Wissenschaften, mathematisch-naturwissenschaftliche Klasse. 1884, S. 171–189.
- Ueber Farbenwechsel bei niederen Wirbelthieren bedingt durch directe Wirkung des Lichtes auf die Pigmentzellen. In: Zentralblatt für Physiologie. Band 5, Nr. 12, September 1891, S. 321–344.
- Ein Kopfhalter für Versuchsthiere verschiedener Grösse. In: Pflüger’s Archiv. Band 53, Nr. 3-4, 1893, S. 83–173.
- Motorische Funktionen Spinalnervenwurzeln (unter Mitwirkung von Dr. Hugo Wiener). In: Pflüger’s Archiv. Band 60, Nr. 11-12, 1895, S. 543–641.
- Echte Contractilität und motorische Innervation der Blutcapillaren. In: Pflüger’s Archiv. Band 97, Nr. 3-4, 1903, S. 105–192.
- Geschlechtstrieb und echt sekundäre Geschlechtsmerkmale als Folge der innersekretorischen Funktion der Keimdrüsen. In: Zentralblatt für Physiologie. Band 24, Nr. 13, 1910, S. 551–586.
- Willkürliche Umwandlung von Säugethier-Männchen in Tiere mit ausgeprägt weiblichen Geschlechtscharakteren und weiblicher Psyche. Eine Untersuchung über die Funktion der Pupertätsdrüsen. In: Pflüger’s Archiv. Band 144, Nr. 3-4, 1912, S. 71–134.
- Verjüngung durch Experimentelle Neubelebung der Alternden Pubertätsdrüse. Springer, Berlin 1920.
- Sex and Life: Forty Years of Biological and Medical Experiments, the Scientific Values Adapted to the Lay Reader by Josef Loebel. Faber and Faber, London 1940 (englisch).
  - Vita e Sesso. Un Capitolo di Endocrinologia Sessuale. Traduzione, Note e Appendice del Dott. Giuseppe Fachini. Arnoldo Mondadori Editore, Mailand 1941 (italienisch).
  - Sexo y vida. Cuarenta años de experimentos biológicos y médicos. Editorial Losada, Buenos Aires 1946 (spanisch).